# Dusjeti

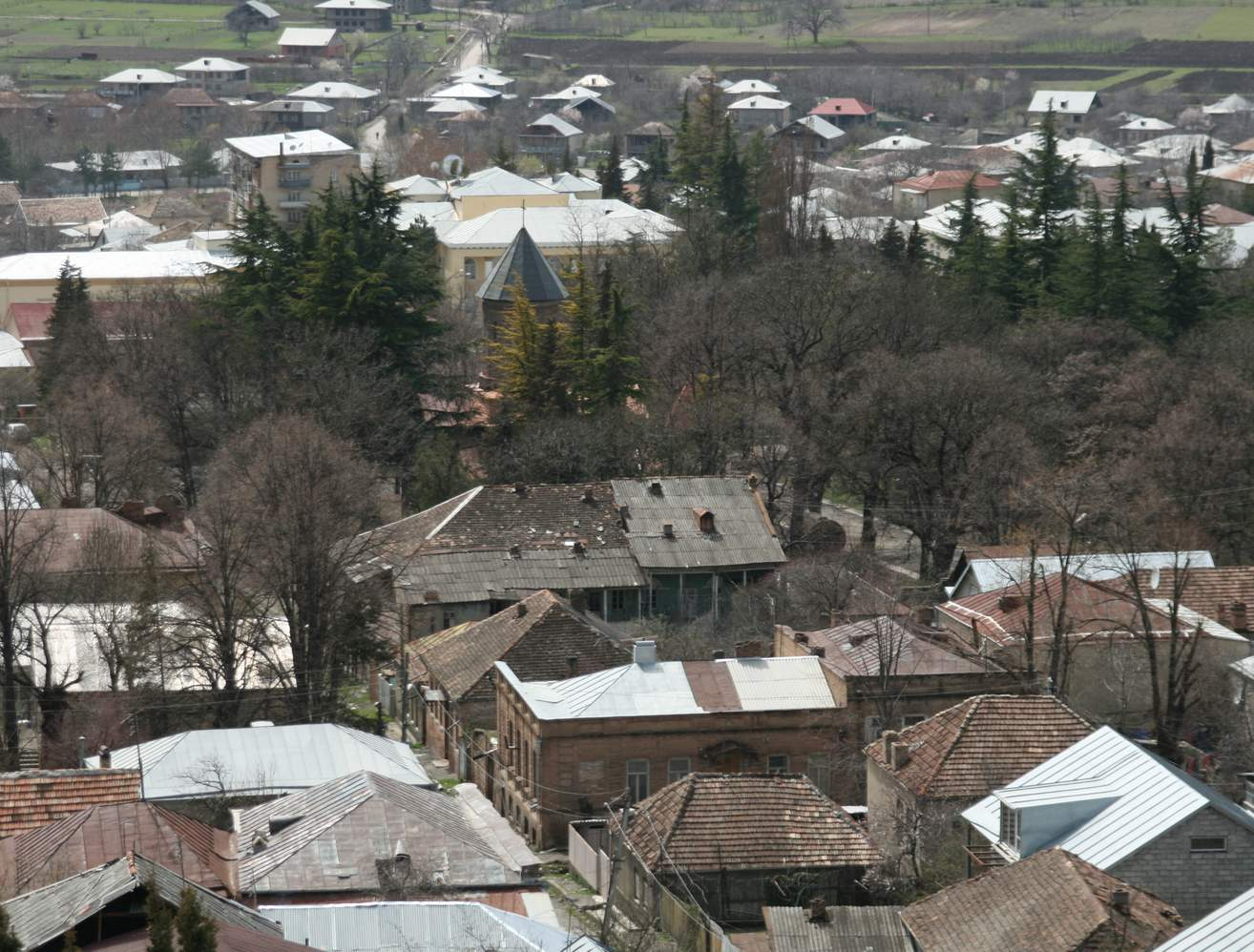
Dusjeti.

Dusjeti (georgiska: დუშეთი) är en stad i östra Georgien, belägen i Mtscheta-Mtianeti-regionen, 54 kilometer nordöst om huvudstaden Tbilisi. År 2014 hade staden 6 167 invånare.

## Personligheter
- Sjota Chintjagasjvili - före detta fotbollsspelare (FK Dinamo Tbilisi).